# Ceratophysella armata
Ceratophysella armata is een springstaartensoort uit de familie van de Hypogastruridae. De wetenschappelijke naam van de soort is voor het eerst geldig gepubliceerd in 1841 door Nicolet.